# Policarpo II di Bisanzio
Policarpo II (in greco Πολύκαρπος Β; ... – 144) è stato un vescovo romano.
Secondo antichi cataloghi, Policarpo II sembra essere stato vescovo di Bisanzio per diciassette anni. Tuttavia, Niceforo Callisto, nella sua cronotassi, che secondo gli esperti è più precisa, afferma che sia stato in carica tre anni. Fu anch'egli sepolto nel tempio di Argiropoli, così come i suoi predecessori, e le sue reliquie conservate in una bara di marmo.